# Lyons (Indiana)
Lyons é uma cidade  localizada no estado americano de Indiana, no Condado de Greene.

## Demografia
Segundo o censo americano de 2000, a sua população era de 748 habitantes.
Em 2006, foi estimada uma população de 750, um aumento de 2 (0.3%).

## Geografia
De acordo com o United States Census Bureau tem uma área de
2,2 km², dos quais 2,2 km² cobertos por terra e 0,0 km² cobertos por água. Lyons localiza-se a aproximadamente 168 m acima do nível do mar.

## Localidades na vizinhança
O diagrama seguinte representa as localidades num raio de 16 km ao redor de Lyons.